# PA-33
La PA-33 est une voie rapide urbaine en construction qui permet d'accéder à Pampelune depuis la partie-est de la rocade de la ville.
Elle se déconnecte la PA-30 à hauteur de Sarriguren. D'une longueur de 1.7 km environ, elle relie la Rocade de Pampelune (PA-30) jusqu'au centre urbain de Pampelune sur le prolongement de la Carreterra Huarte-Pamplona

## Tracé
- Elle débute à l'est de Pampelune où elle déconnecte de la PA-30.
- Elle intègre l'agglomération par l'est et se termine sur un giratoire.

## Sorties
| Sorties | Villes                                      |       |
| ------- | ------------------------------------------- | ----- |
|         | Pampelune Nord - Olaz Pampelune Sud - Noain | PA-30 |
|         | Urbanisation                                |       |
|         | Pampelune-Egesibar Kalea                    |       |
|         | Pampelune-Calle de Mutilva Alta             |       |
|         | Pampelune-Taxoare Kalea                     |       |

### Référence
- Nomenclature